# Vilém Brunšvický
Vilém Brunšvický, německy Wilhelm August Ludwig Maximilian Friedrich (25. dubna 1806, Braunschweig – 18. října 1884, Sibyllenort), vévoda z Brunšviku a Lüneburgu, byl od roku 1830 až do své smrti vévodou z Braunschweigu.
Vilém byl druhorozeným synem vévody Fridricha Viléma a jeho ženy Marie Bádenské. Po smrti otce na bitevním poli v roce 1815 byl pod opatrovnictvím britského krále Jiřího IV. V roce 1826 se stal majorem pruské armády.
V roce 1830 propuklo v Brunšvicku povstání a sesadilo Vilémova staršího bratra Karla II.; Vilém se stal prozatímně vévodou, o rok později se stal vévodou definitivně. Přenechal většinu vlády svým ministrům a trávil většinu času mimo vévodství na svém panství Oels ve Slezsku.
I když se Vilém postavil v roce 1866 během prusko-rakouské války na stranu Pruska, byl jeho vztah k Prusku napjatý, jelikož Prusko odmítalo Vilémova nejbližšího příbuzného v mužské linii vévodu z Cumberlandu, který byl do roku 1866 také korunním princem Hannoverského království, jež bylo toho roku Pruskem anektováno.
Jeho smrtí vymřela linie Brunšvik-Bevern a post hlavy rodu Welfů a soukromý majetek přešel na hlavu hannoverské dynastie.
Vévoda Vilém se nikdy neoženil, zato měl velké množství nelegitimních potomků.

## Následnictví
V roce 1884 zemřel brunšvický vévoda Vilém, který byl svobodný, bezdětný a byl poslední muž z brunšvicko-lüneburské větve rodu. Dědicem vévodství se měl stát další mužský příslušník rodu Welfů v řadě, a to hannoverský korunní princ Ernest August II. (vévoda z Cumberlandu), z vedlejší hannoverské dynastie.
Po připojení Hannoverska Pruskem v roce 1866 hannoverský král Jiří V. protestoval a odmítal přijmout ztrátu jeho trůnu. Po jeho smrti v roce 1878 se jeho syn Ernst August, vévoda z Cumberlandu rovněž přihlásil k jeho právům na hannoverský trůn. Bylo tak jasné, že Ernst August v tomto případě nemůže být Pruskem přijmut jako nástupce vévody Viléma v Brunšvicku.
Proto byla ustanovena regentská rada, která měla určit nového vévodu. Ta zvolila za regenta pruského prince Albrechta Pruského, synovce německého císaře, který nastoupil do funkce regenta 2. listopadu 1885. Regent Albrecht zemřel 13. září 1906. Regentská rada se sešla a vyzvala zvláštní zasedání parlamentu, která rozhodla, že nebude schopna přistoupit okamžitě k volbě nového vladaře, ale spíše bude hledat způsoby, jak skoncovat s problémy mezi vévodou z Cumberlandu a králem Pruska. 28. května brunšvický parlament vybral jako regenta vévodu Johanna Albrechta Meklenbursko-Zvěřínského. Jeho regentství v Brunšviku začalo 5. června 1907.
O několik let později se situace změnila. Starší syn vévody z Cumberlandu Georg Wilhelm zemřel při autonehodě v roce 1912. Syn císaře Viléma II. a bratr Viktorie Luisy, princ Adalbert Pruský, a Max Badenský provedli jemné jednání, aby dohodli manželství Viktorie Luisy (dcery Viléma II.) a Arnošta Augusta, čímž by bylo možné i jeho nastoupení v Brušvicku.
Vévoda z Cumberlandu se tedy vzdal svého práva na Brunšvik ve prospěch svého syna Ernsta. Ten zase souhlasil, že vstoupí do služby v pruské armádě (v regimentu husarů), což nutně vedlo k tomu, aby přijal slib věrnosti pruskému králi, Prusko upustilo od svých námitek a Ernst (Arnošt) August se konečně mohl stát brunšvickým vévodou a zetěm císaře Viléma II.

## Tituly
- 1806 – 1830: Jeho Jasnost princ Vilém Brunšvicko-Wolfenbüttelský
- 1830 – 1844: Jeho Jasnost vévoda brunšvický
- 1844 – 1884: Jeho Výsost vévoda brunšvický

## Vývod z předků
|                  |                                                  |  |                             |                                           |  |  |  |  |  |  |  | Ferdinand Albrecht II. Brunšvický |
|                  |                                                  |  |                             |                                           |  |  |  |  |  |  |  |                                   |
|                  | Karel I. Brunšvicko-Wolfenbüttelský              |  |                             |                                           |  |  |  |  |  |  |  |                                   |
|                  |                                                  |  |                             |                                           |  |  |  |  |  |  |  |                                   |
|                  |                                                  |  |                             | Antonie Amálie Brunšvicko-Wolfenbüttelská |  |  |  |  |  |  |  |                                   |
|                  |                                                  |  |                             |                                           |  |  |  |  |  |  |  |                                   |
|                  | Karel Vilém Ferdinand Brunšvicko-Wolfenbüttelský |  |                             |                                           |  |  |  |  |  |  |  |                                   |
|                  |                                                  |  |                             |                                           |  |  |  |  |  |  |  |                                   |
|                  |                                                  |  |                             | Fridrich Vilém I. Pruský                  |  |  |  |  |  |  |  |                                   |
|                  |                                                  |  |                             |                                           |  |  |  |  |  |  |  |                                   |
|                  | Filipína Šarlota Pruská                          |  |                             |                                           |  |  |  |  |  |  |  |                                   |
|                  |                                                  |  |                             |                                           |  |  |  |  |  |  |  |                                   |
|                  |                                                  |  |                             | Žofie Dorotea Hannoverská                 |  |  |  |  |  |  |  |                                   |
|                  |                                                  |  |                             |                                           |  |  |  |  |  |  |  |                                   |
|                  | Fridrich Vilém Brunšvicko-Wolfenbüttelský        |  |                             |                                           |  |  |  |  |  |  |  |                                   |
|                  |                                                  |  |                             |                                           |  |  |  |  |  |  |  |                                   |
|                  |                                                  |  |                             | Jiří II. Britský                          |  |  |  |  |  |  |  |                                   |
|                  |                                                  |  |                             |                                           |  |  |  |  |  |  |  |                                   |
|                  | Frederik Ludvík Hannoverský                      |  |                             |                                           |  |  |  |  |  |  |  |                                   |
|                  |                                                  |  |                             |                                           |  |  |  |  |  |  |  |                                   |
|                  |                                                  |  |                             | Karolina z Ansbachu                       |  |  |  |  |  |  |  |                                   |
|                  |                                                  |  |                             |                                           |  |  |  |  |  |  |  |                                   |
|                  | Augusta Frederika Hannoverská                    |  |                             |                                           |  |  |  |  |  |  |  |                                   |
|                  |                                                  |  |                             |                                           |  |  |  |  |  |  |  |                                   |
|                  |                                                  |  |                             | Fridrich II. Sasko-Gothajsko-Altenburský  |  |  |  |  |  |  |  |                                   |
|                  |                                                  |  |                             |                                           |  |  |  |  |  |  |  |                                   |
|                  | Augusta Sasko-Gothajská                          |  |                             |                                           |  |  |  |  |  |  |  |                                   |
|                  |                                                  |  |                             |                                           |  |  |  |  |  |  |  |                                   |
|                  |                                                  |  |                             | Magdalena Augusta Anhalttsko-Zerbstská    |  |  |  |  |  |  |  |                                   |
|                  |                                                  |  |                             |                                           |  |  |  |  |  |  |  |                                   |
| Vilém Brunšvický |                                                  |  |                             |                                           |  |  |  |  |  |  |  |                                   |
|                  |                                                  |  |                             |                                           |  |  |  |  |  |  |  |                                   |
|                  |                                                  |  | Fridrich Bádensko-Durlašský |                                           |  |  |  |  |  |  |  |                                   |
|                  |                                                  |  |                             |                                           |  |  |  |  |  |  |  |                                   |
|                  | Karel Fridrich Bádenský                          |  |                             |                                           |  |  |  |  |  |  |  |                                   |
|                  |                                                  |  |                             |                                           |  |  |  |  |  |  |  |                                   |
|                  |                                                  |  |                             | Amálie Oranžsko-Nasavská                  |  |  |  |  |  |  |  |                                   |
|                  |                                                  |  |                             |                                           |  |  |  |  |  |  |  |                                   |
|                  | Karel Ludvík Bádenský                            |  |                             |                                           |  |  |  |  |  |  |  |                                   |
|                  |                                                  |  |                             |                                           |  |  |  |  |  |  |  |                                   |
|                  |                                                  |  |                             | Ludvík VIII. Hesensko-Darmstadtský        |  |  |  |  |  |  |  |                                   |
|                  |                                                  |  |                             |                                           |  |  |  |  |  |  |  |                                   |
|                  | Karolína Luisa Hesensko-Darmstadtská             |  |                             |                                           |  |  |  |  |  |  |  |                                   |
|                  |                                                  |  |                             |                                           |  |  |  |  |  |  |  |                                   |
|                  |                                                  |  |                             | Šarlota z Hanau-Lichtenbergu              |  |  |  |  |  |  |  |                                   |
|                  |                                                  |  |                             |                                           |  |  |  |  |  |  |  |                                   |
|                  | Marie Bádenská                                   |  |                             |                                           |  |  |  |  |  |  |  |                                   |
|                  |                                                  |  |                             |                                           |  |  |  |  |  |  |  |                                   |
|                  |                                                  |  |                             | Ludvík VIII. Hesensko-Darmstadtský        |  |  |  |  |  |  |  |                                   |
|                  |                                                  |  |                             |                                           |  |  |  |  |  |  |  |                                   |
|                  | Ludvík IX. Hesensko-Darmstadtský                 |  |                             |                                           |  |  |  |  |  |  |  |                                   |
|                  |                                                  |  |                             |                                           |  |  |  |  |  |  |  |                                   |
|                  |                                                  |  |                             | Šarlota z Hanau-Lichtenbergu              |  |  |  |  |  |  |  |                                   |
|                  |                                                  |  |                             |                                           |  |  |  |  |  |  |  |                                   |
|                  | Amálie Hesensko-Darmstadtská                     |  |                             |                                           |  |  |  |  |  |  |  |                                   |
|                  |                                                  |  |                             |                                           |  |  |  |  |  |  |  |                                   |
|                  |                                                  |  |                             | Kristián III. Falcko-Zweibrückenský       |  |  |  |  |  |  |  |                                   |
|                  |                                                  |  |                             |                                           |  |  |  |  |  |  |  |                                   |
|                  | Karolína Falcko-Zweibrückenská                   |  |                             |                                           |  |  |  |  |  |  |  |                                   |
|                  |                                                  |  |                             |                                           |  |  |  |  |  |  |  |                                   |
|                  |                                                  |  |                             | Karolína Nasavsko-Saarbrückenská          |  |  |  |  |  |  |  |                                   |
|                  |                                                  |  |                             |                                           |  |  |  |  |  |  |  |                                   |